# Suomi KP/-31
A Suomi KP/-31 (em francês:  Suomi-konepistooli m/31, "Finlândia-submetralhadora modelo 1931") é uma submetralhadora finlandesa que foi usada principalmente durante a Segunda Guerra Mundial. É uma descendente do protótipo M-22 e do modelo de produção KP/-26, que foi revelada ao público em 1925. Entrou em serviço na Finlândia em 1931 e permaneceu em uso até a década de 1980.
A Suomi KP/-31 é considerada por muitos como uma das submetralhadoras de maior sucesso da Segunda Guerra Mundial. Também teve um efeito profundo no conflito além da Finlândia, pois as autoridades soviéticas, que haviam rejeitado as submetralhadoras, foram persuadidas de sua eficiência fatal pelas forças finlandesas na Guerra de Inverno de 1939-1940. Seu carregador tipo tambor de 71 tiros foi posteriormente copiado e adotado pelos soviéticos para suas PPD-40 e PPSh-41. Embora um projeto relativamente antigo, a Suomi era uma arma formidável: altamente controlável e com precisão superior à da PPSh-41 produzida em massa ao custo de uma massa significativamente maior para absorver o recuo, com a mesma cadência de tiro excepcionalmente alta e uma capacidade de carregador igualmente grande. Sua única grande desvantagem era o alto custo de produção, que levou à introdução posterior da KP/-44, uma cópia aproximada da soviética PPS-43, mas aceitando os carregadores tipo cofre e tambor existentes da KP/-31.
A M-22 e a KP/-26 foram fabricadas pela Konepistooli Oy, fundada pelo Mestre Armeiro Aimo Lahti, Capitão V. Korpela, Tenente Y. Koskinen e Tenente L. Boyer-Spoof. A Suomi KP/-31 foi projetada por Koskinen e Lahti.

## Projeto

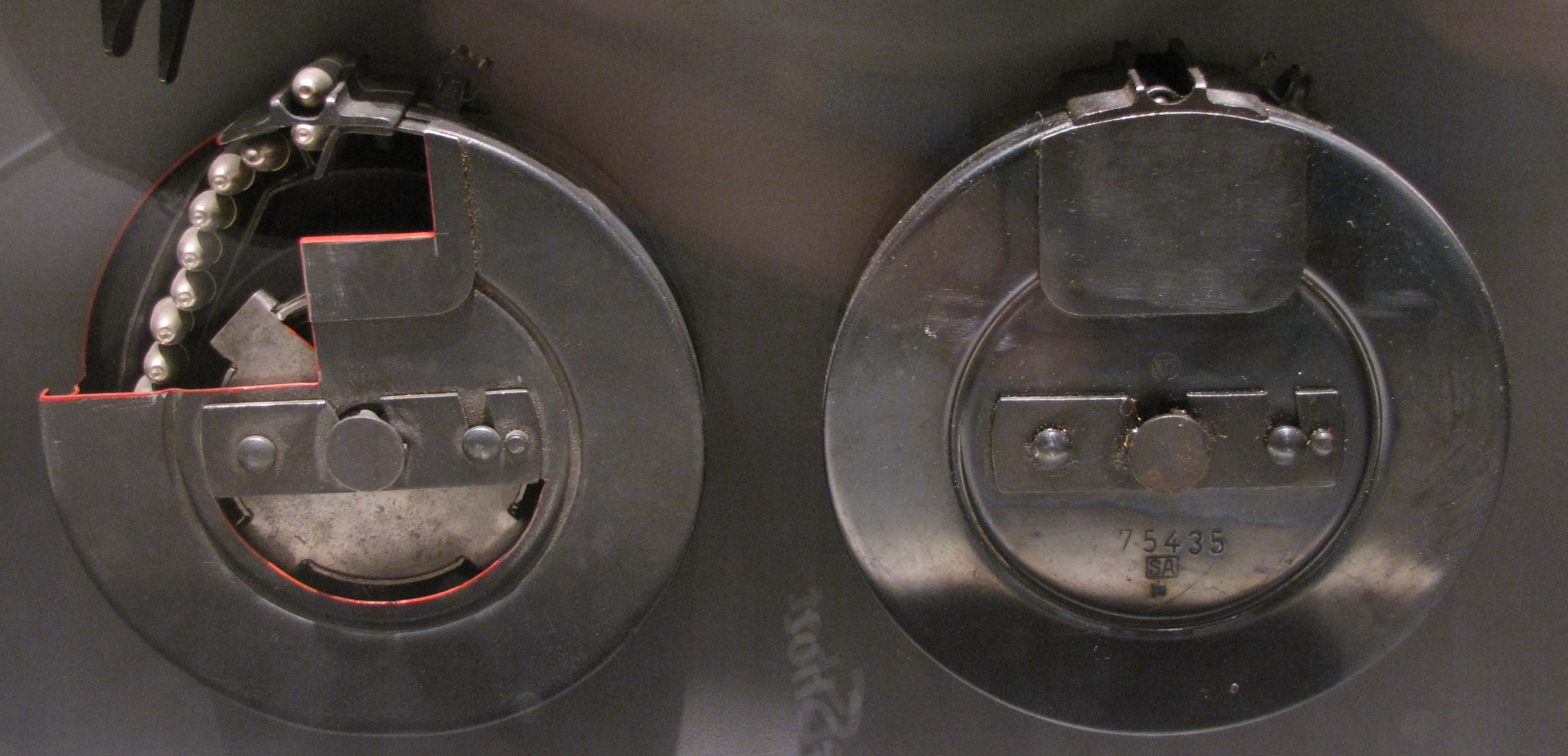
Carregadores tipo tambor da KP/-31

A Suomi KP/-31 incorporou alguns novos recursos de projeto. Possuía um sistema de retirada rápida do cano e um arranjo em que a mola era montada dentro do ferrolho para tornar a arma mais curta.
O carregador tipo cofre bifilar Carl Gustav de 50 cartuchos era mais leve e confiável do que o carregador tipo tambor Lahti original de 40 cartuchos. Aplicações semelhantes foram usadas na submetralhadora argentina Hafdasa C-4 e na italiana SITES Spectre M4.

## Variantes
Várias opções e variações diferentes foram oferecidas no mercado de exportação. Duas delas eram um punho de pistola frontal vertical e um bipé dobrável, que podiam ser incluídos juntos ou independentemente. A polícia finlandesa realmente comprou um pequeno número de cada tipo, e algo como 50 a 100 armas foram produzidas e vendidas com ambos os recursos juntos – como este exemplo.
Uma versão especializada para bunker também foi produzida em números muito pequenos (um total de 500 construídas) em 1941, cuja extremidade da cobertura do cano era mais fina e achatada para permitir o disparo através das seteiras estreitas de bunkers defensivos. Esta versão não tinha coronha de ombro e era equipada com um punho de pistola. Uma versão ainda mais rara "900 kp 31 psv" foi produzida para uso como uma arma secundária nas seteiras dos tanques Vickers Alt B Type E 6-Ton, mas apenas algumas dezenas foram construídas antes que a produção fosse cancelada devido à eclosão da Guerra de Inverno. A produção nunca foi retomada, pois as metralhadoras Degtyaryov capturadas provaram ser muito superiores nessa função. Assim como a versão para bunker, a versão para tanque tinha um punho de pistola e não tinha coronha, e podia ser rapidamente removida do tanque e equipada com uma cobertura de cano padrão para uso de infantaria, se necessário. A versão para tanque permaneceu no inventário do Exército Finlandês durante a década de 1980, apesar do tanque para o qual foi projetada ter sido aposentado em 1959.

## Operadores
- Bolívia: KP/26 e KP/31[4][13]
- Brasil: Cerca de 8 unidades da KP/31 comercial com bipé foram adquiridas para a Polícia Especial do Distrito Federal. Cada um dos seus quatro "destacamentos de choque" estava armado com duas Suomi, duas Bergmann e duas Thompson.[14][15]
- Bulgária: 5.000 foram compradas entre 1940 e 1942.[16]
- Estado Independente da Croácia: 1.250 foram compradas entre 1940 e 1942, dos quais 500 foram entregues.[16]
- Dinamarca: 32 foram compradas da Finlândia, algumas m/37-39 suecas também foram compradas[16] e 1.400 cópias, designadas m/41, foram fabricadas no reino durante a Segunda Guerra Mundial até que a Alemanha desarmou todo o exército dinamarquês em agosto de 1943.[17]
- Egito: Usou submetralhadoras kpist m/37-39 de fabricação sueca.[16]
- Estónia: 5 KP/-26 foram adquiridas para avaliação.[18] 485 KP-31 foram entregues em setembro de 1938.[19]
- Finlândia
- França: 150 KP/-31 apreendidas de várias fontes foram fornecidas às tropas francesas durante a Guerra de Mentira.[20]
- Indonésia: Usou submetralhadoras kpist m/37-39 de fabricação sueca.[16]
- Israel: Mistura de excedentes militares e armas contratadas comercialmente adquiridas de fontes desconhecidas pela Haganá.[3]
- Resistência italiana: Exemplos usados capturados de soldados alemães[21]
- Alemanha Nazista: 3.042 foram encomendadas pela Alemanha à Finlândia durante a Segunda Guerra Mundial e provavelmente entregues à Wehrmacht e à SS. Além disso, 120 Suomi KP foram doadas às tropas alemãs do AOK Norwegen em 1942 para uso na Frente Finlandesa.[22] A maioria dessas armas deixou a Finlândia com as tropas alemãs em 1944 e foi posteriormente usada em outros teatros de guerra. Qualquer Suomi KP capturada da Dinamarca foi designada como Maschinenpistole 746(d).[23]
- Noruega: Variante m/37-39 sueca.[16]
- Paraguai[13]
- Polónia: 20 entregues à polícia em 1933[19] e emitidas até 1939[24]
- Espanha: Usada por ambos os lados durante a Guerra Civil Espanhola[24][25]
- União Soviética: Utilizou armas capturadas.[22] Uma cópia em calibre 7,62×25mm Tokarev foi produzida em Leningrado como Karelo-Finskii KF-42.[17]
- Suécia: 35.000 unidades fabricadas sob licença pela Husqvarna Vapenfabriks AB pouco antes e durante a Segunda Guerra Mundial, algumas também importadas da Finlândia. Designadas kpist m/37 (calibre 9mm Browning Long) após o ano da adaptação. Em 1939, a Suécia decidiu adotar o calibre 9mm Parabellum e as novas armas foram designadas kpist m/37-39.[26]
- Suíça : 100 KP/-41 entregues (de 5.000 encomendadas)[16] e designadas MP 43. 22.500 produzidas sob licença pela Hispano-Suiza como MP 43/44.[17]
- Vaticano: A Guarda Suíça Pontifícia usou a versão Hispano-Suiza até a década de 1970.[17]